# Parque nacional Paanajärvi
El parque nacional Paanajärvi (en ruso: Национальный парк «Паанаярви») se encuentra ubicado en el noroeste de la República de Karelia, parte de la Federación de Rusia que posee una naturaleza prístina. Fue establecido en el año 1992 y abarca 1043,71 kilómetros cuadrados. Justo detrás de la frontera con Finlandia se encuentra el Parque nacional de Oulanka.
El Parque ha recibido un certificado europeo de la Fundación Parques PAN.